# Rasha Omran
Rasha Omran (àrab: رشا عمران, Raxā ʿImrān) (Tartus, 28 de maig de 1964) és una poeta siriana. És una de les poetes més importants de Síria, autora de set llibres i d'una antologia de poesia siriana.

## Biografia
Rasha Omran va néixer el 1964 a Tartus, Síria, en una família d'artistes. Neix en un enclavament de la secta alauita, confessió religiosa de la poetessa. És filla del poeta sirià Mohammad Omran, poeta, activista i periodista, i la seva llar era un lloc de trobada cultural per a intel·lectuals i artistes. De petita, va llegir lliurement a la biblioteca familiar i més tard va assistir a la Universitat de Damasc per estudiar literatura àrab. Va fundar el Festival de Literatura i Cultura Al-Sindiyan a la seva ciutat natal a finals de la dècada del 1990, que va dirigir durant setze anys, i va publicar els seus primers poemes després de la mort del seu pare. Ha publicat set col·leccions de poesia i és l'editora d'una antologia de poesia siriana contemporània.

### Revolució siriana i exili
Des del començament de la revolució siriana, ha donat públicament el seu suport a l'aixecament: «Aquest és un règim dictatorial, […] Com puc donar suport a un govern que mata els seus ciutadans?» Ha marxat en protestes, ha escrit sobre la seva dissidència i s'ha pronunciat contra Assad: «[Assad] no és un dictador, només un cap de gàngsters». Omran va encunyar la frase: «el silenci internacional sobre Síria és eixordador».
Amenaçada juntament amb la seva família pel règim sirià, es va exiliar al Caire el 2012. El setembre de 2012, Omran i quatre dones sirianes més van iniciar una vaga de fam davant de la seu de la Lliga Àrab a la plaça Tahrir del Caire, exigint que la Lliga Àrab proporcionés més suport als revolucionaris i pressionar a Assad perquè aturés els abusos dels drets humans a Síria.
Viu al Caire des del 2012 on continua escrivint i publicant la seva poesia, així com tres articles setmanals per a mitjans àrabs en línia on comenta notícies polítiques i culturals.

## Obra

### Poemaris
- زوجة سرية للغياب, Zawja sirriyya li-l-ḡiyāb, ‘Una esposa secreta per a l'absència’, منشورات المتوسط, Milà, 2020, ISBN 9788832201420.[8]
- التي سكنت البيت قبلي, Allatī sakanat al-bayt qablī, ‘La que vivia a la casa abans que jo’, منشورات المتوسط, Milà, 2016.[9]
- بانوراما الموت والوحشة, Bānūrāmā al-mawt wa-l-waḥxa, ‘Panorama de mort i desolació’, دار نور, Ras al-Khaimah, 2014.[10]
- معطف أحمر فارغ, Miʿṭaf aḥmar fāriḡ, ‘Un abric vermell i buit’, وزارة الثقافة, Damasc, 2009.[11]
- ظلك الممتد في أقصى حنيني, Ẓilla-ka al-mumtad fī aqṣà ḥanīnī, ‘La teva ombra, estesa en el més llunyà del meu desig’, منشورات رؤى ثقافية i دار الينابيع, Damasc, 2003.[12]
- كأن منفاي جسدي, Kaʾanna minfāy jasadī, ‘Com si el meu exili fos el meu cos’, دار ارواد, 1999.
- وجع له شكل الحياة, Wajʿ la-hu xakl al-ẖayāt, ‘Un dolor que té la forma de la vida’, دار الطليعة الجديدة, Damasc, 1997.

### Antologia
- أنطولوجيا الشعر السوري: 1980-2008, Anṭūlūjiyā ax-xiʿr as-sūrī: 1980-2008, ‘Antologia de la poesia síria: 1980-2008’, vol. 4 de أنطولوجيا الشعر السوري, Anṭūlūjiyā ax-xiʿr as-sūrī, ‘Antologia de la poesia síria’, الأمانة العامة لإحتفالية دمشق عاصمة الثقافة العربية, Damasc, 2008.

### Traduccions

#### Català
- Omran, Rasha. التي سكنت البيت قبلي  / Aquella que va habitar la casa abans que jo (en àrab i català). Traducció: Mohamad Bitari.  [Barcelona]: Èter Edicions, 28-11-2024. ISBN 9788412939347.

- Omran, Rasha. بانوراما الموت والوحشة / Panorama de mort i desolació (en àrab i català). Traducció: Margarida Castells.  [Barcelona]: Èter Edicions, 2023. ISBN 9788412703702.[13]

#### Alemany
- Omran, Rasha. [5 poemes de كأنني مشعوذة العزلة] (en alemany).  Lyrik-line.
- Omran, Rasha. [5 poemes de البرية التي لا يذهب اليها أحد] (en alemany).  Lyrik-line.
- Omran, Rasha. Vollkommen überzeugt von dem, was vorfällt (en alemany). Traducció: Leslie Tramontini.  Lyrik-line.

#### Anglès
- Omran, Rasha; Carter, Phoebe (trad.) «3 Poems from Rasha Omran's new collection». Arablit & Arablit Quarterly, 20-02-2020.
- Omran, Rasha; Carter, Phoebe Bay (trad.) «Excerpt from A secret wife of absence by Rasha Omran translated by Phoebe Bay Carter». Action Books, 8-2020.
- Orman, Rasha. تحدي الصمت / Defy the Silence / Sfidare il silenzio. Poems in three languages (en àrab, anglès i italià). Traducció: Kim Echlin i Abdelrehim Youssef.  Hamilton, Canadà: HA&L, 2018. ISBN 9780993721328.
- Omran, Rasha; Carter, Phoebe (trad.); Julien, Henri Jules (trad.) «'If I Were a Cat': Rasha Omran's poetry in three languages». Arablit & Arablit Quarterly, 8-2021.
- Omran, Rasha; Gomez-Rivas, Camilo (trad.) «When longing tormented me». Banipal. Magazine of Modern Arab Literature.

### Francès
- Omran, Rasha. Celle qui habitait la maison avant moi (en francès). Traducció: Henri Jules Julien i Mireille Mikhaïl. 29.  L'Ours Blanc, 2021. ISBN 9782889550517.
- Omran, Rasha; Carter, Phoebe (trad.); Julien, Henri Jules (trad.) «'If I Were a Cat': Rasha Omran's poetry in three languages». Arablit & Arablit Quarterly, 8-2021.

#### Italià
- Orman, Rasha. تحدي الصمت / Defy the Silence / Sfidare il silenzio. Poems in three languages (en àrab, anglès i italià).  Hamilton, Canadà: HA&L, 2018. ISBN 9780993721328.

### Adaptacions a l'escena
A la invitació del director i traductor francès Henri Jules Julien, Rasha Omran va actuar va recitar en àrab una selecció dels seus propis poemes extrets de l'obra La que vivia a la casa abans que jo, en un oratori a tres veus amb l'actriu siriana Nanda Mohammad i la cantant improvisadora Isabelle Duthoit, amb il·luminació de Christophe Cardoen. L’espectacle es va crear el 20 d’octubre de 2021 al teatre Rawabet dins del Festival D-CAF, al Caire, i es va presentar al 76è Festival d'Avinyó el juliol de 2022.